# ヨーコ・ツノ
『ヨーコ・ツノ』 (Yoko Tsuno) は、ベルギーの漫画家ロジェ・ルルー (en:Roger Leloup) による、SFのシリーズ漫画（バンド・デシネ）。原文はフランス語で、1978年の漫画雑誌『スピルー』から発売以降描き続けられている。

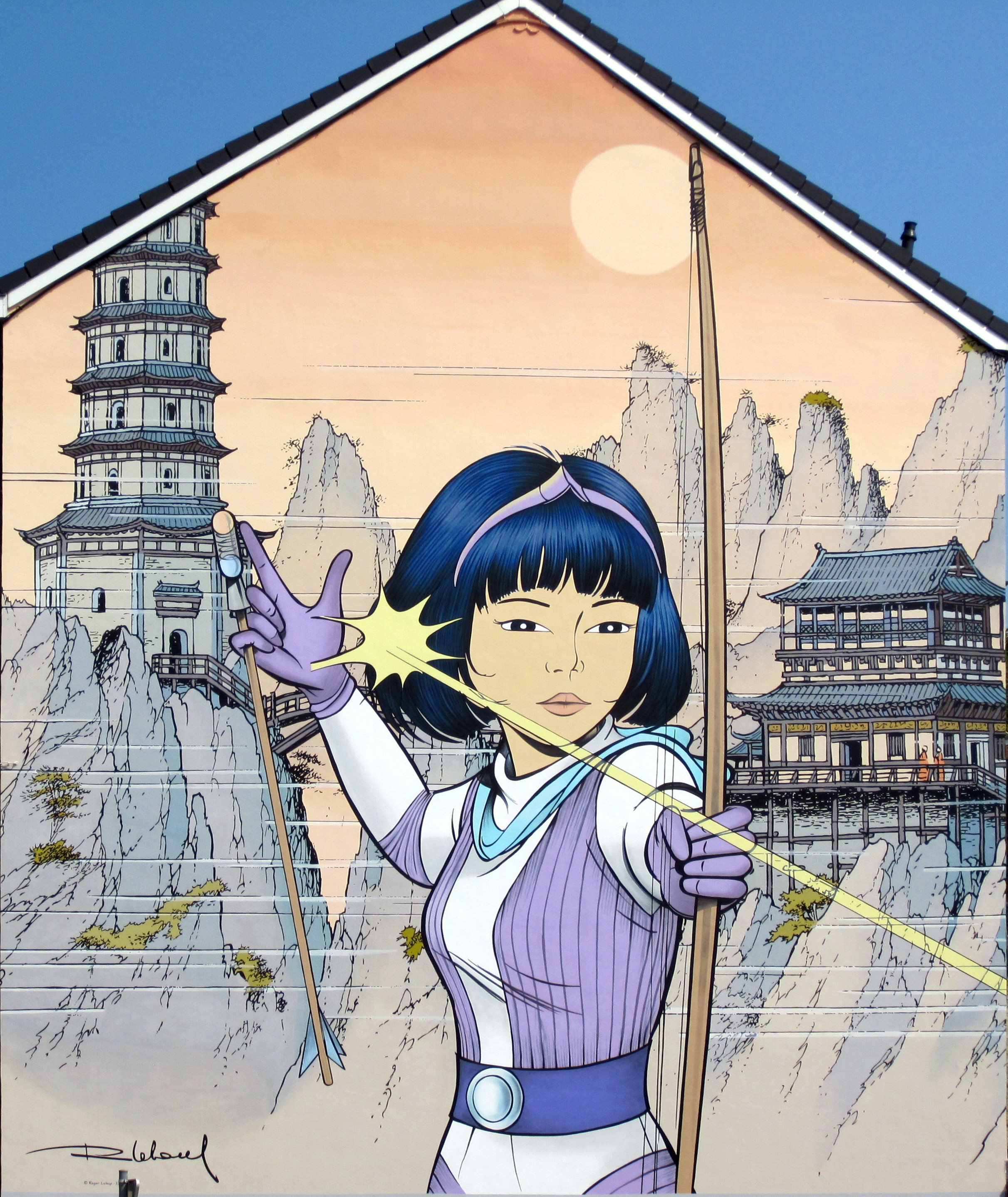
ヴェルヴィエ、ブリュッセル・コミック・ストリートのヨーコ・ツノの壁画

日本人の女性電気技師「ヨーコ・ツノ」下の名前である洋子はリンク先のホームページに表示されており、姓である津野は一番メジャーなツノ姓）を主人公とする。普段は普通の女の子であるヨーコ・ツノが、合気道6段の腕前と知能で、悪と対峙して人類を救うというストーリー。
ヨーコ・ツノのモデルは、パリ生まれの日本人女優のヨーコ・タニ（1932年5月2日 - 1999年7月3日）。
ブリュッセルにある女王通りは別名「ヨーコ・ツノ通り」と呼ばれ、YOKO TSUNO STRAATのプレートが掲げられている。

## ギャラリー

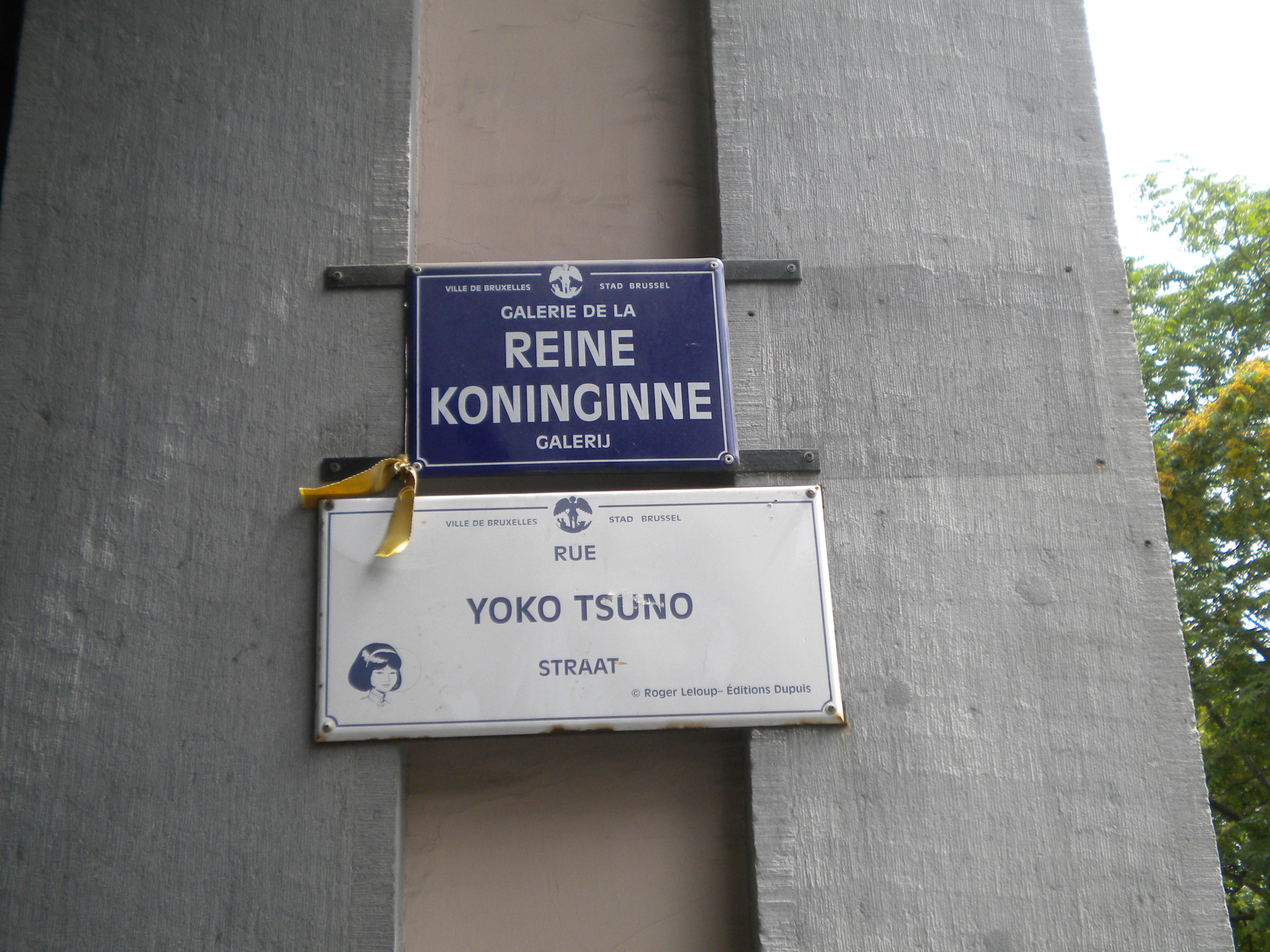
ブリュッセルのツノ・ヨーコ通り
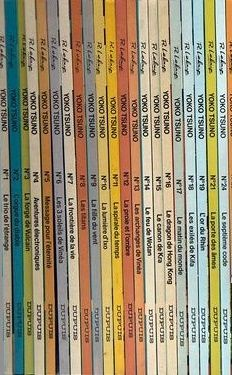
単行本
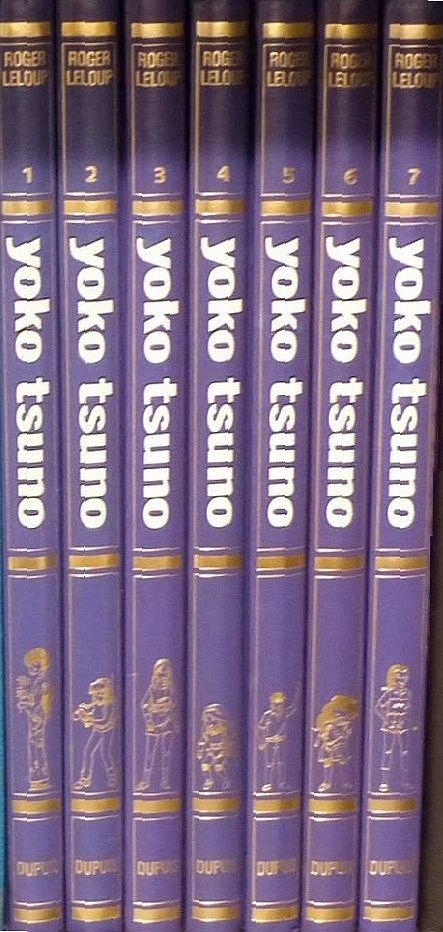
単行本
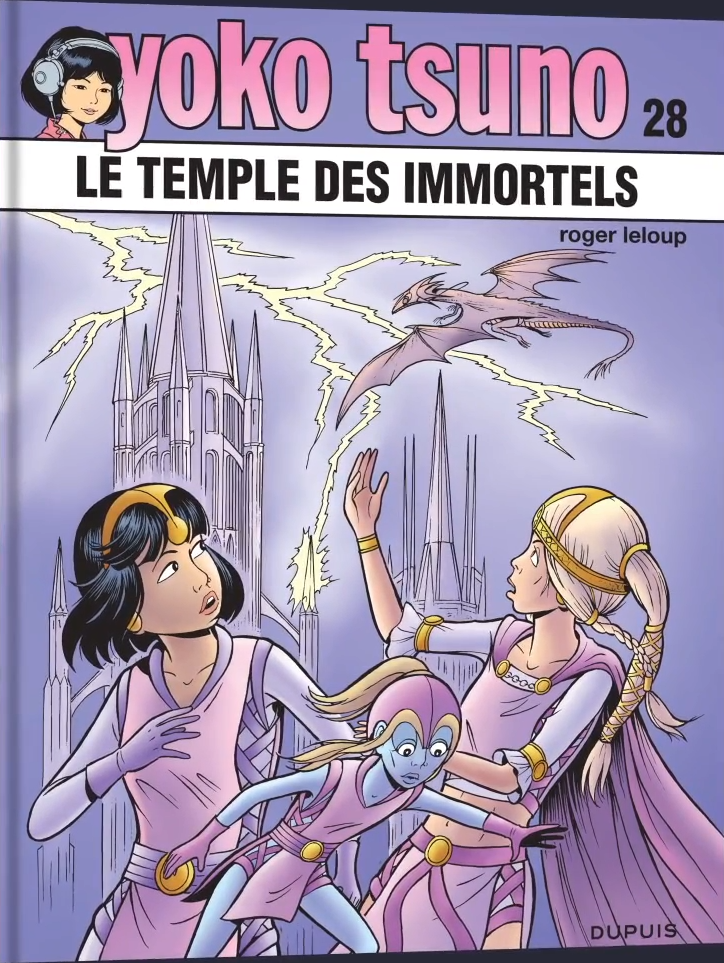
『不滅の神殿』表紙
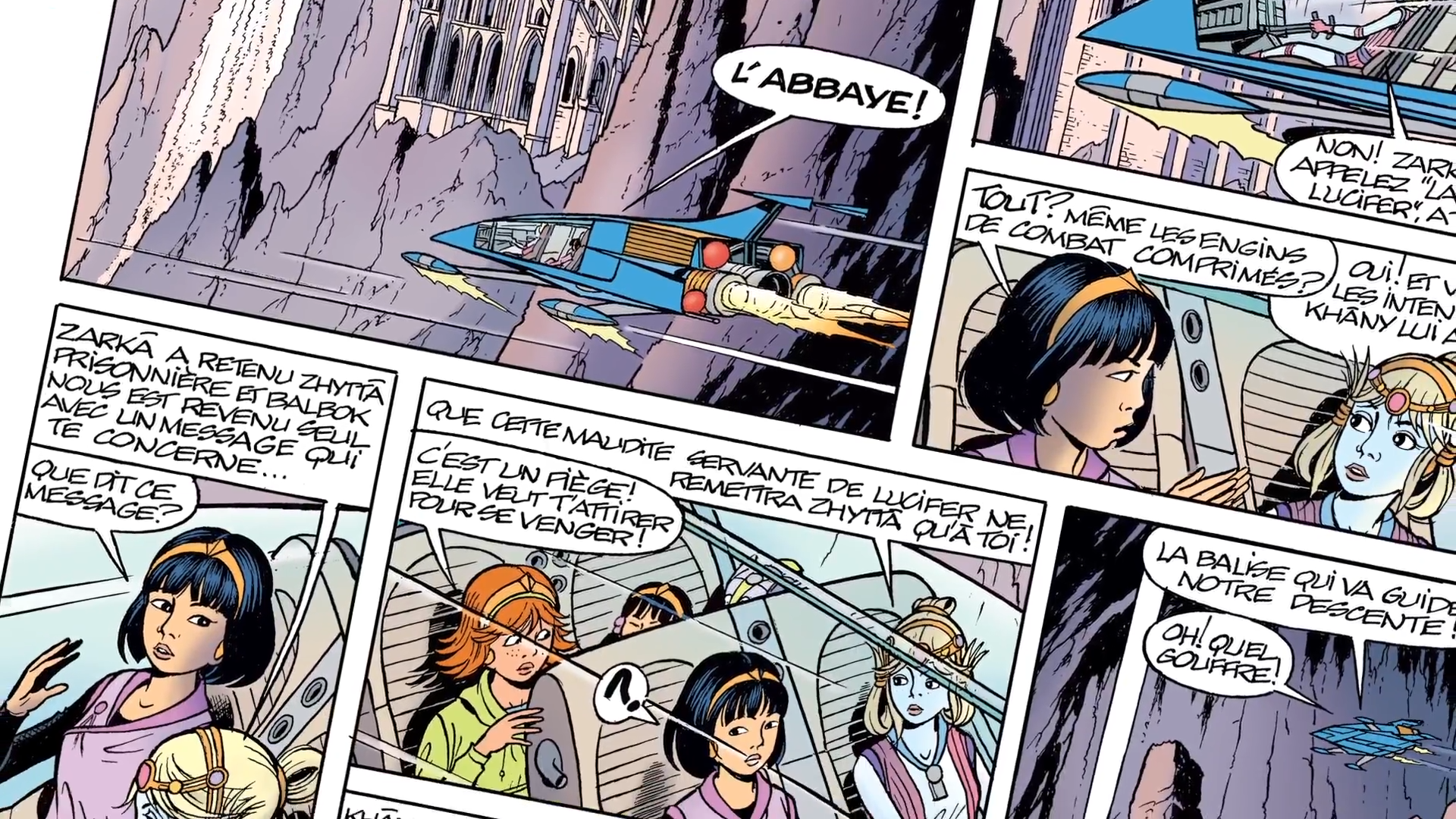
不滅の神殿
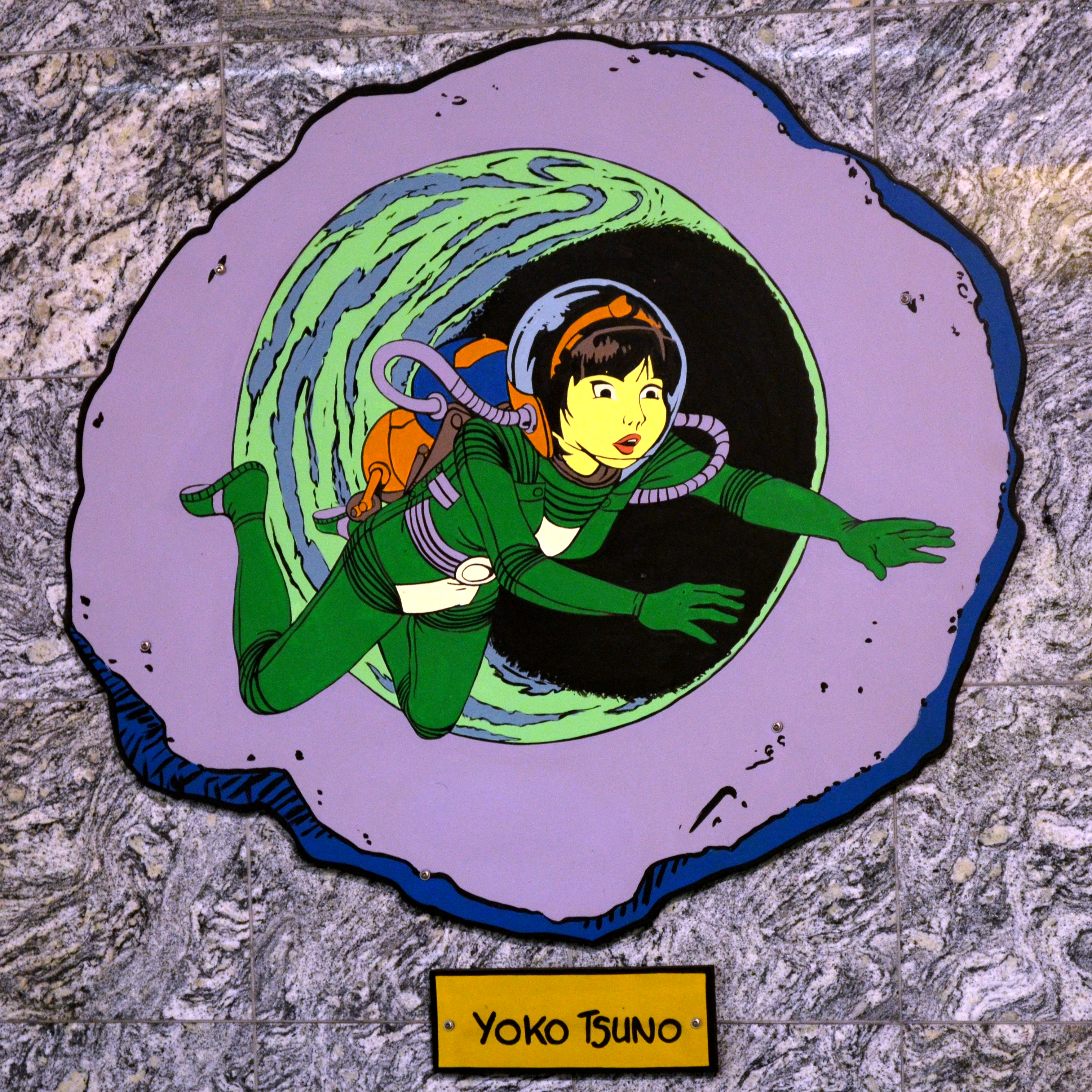
ジャンソン駅（フランス語版）のスピルー作品の壁画
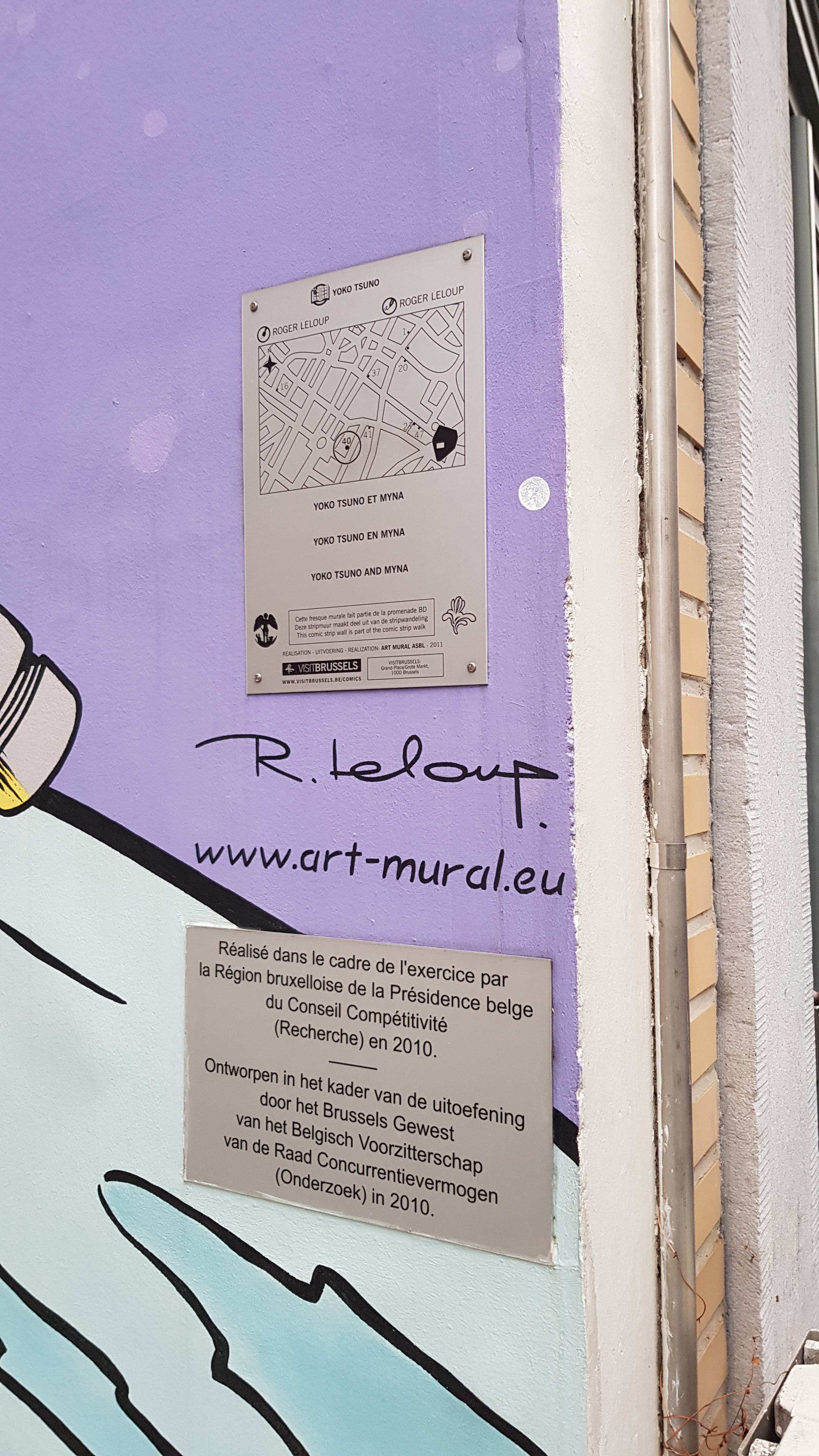
ブリュッセル・コミックストリートの壁画
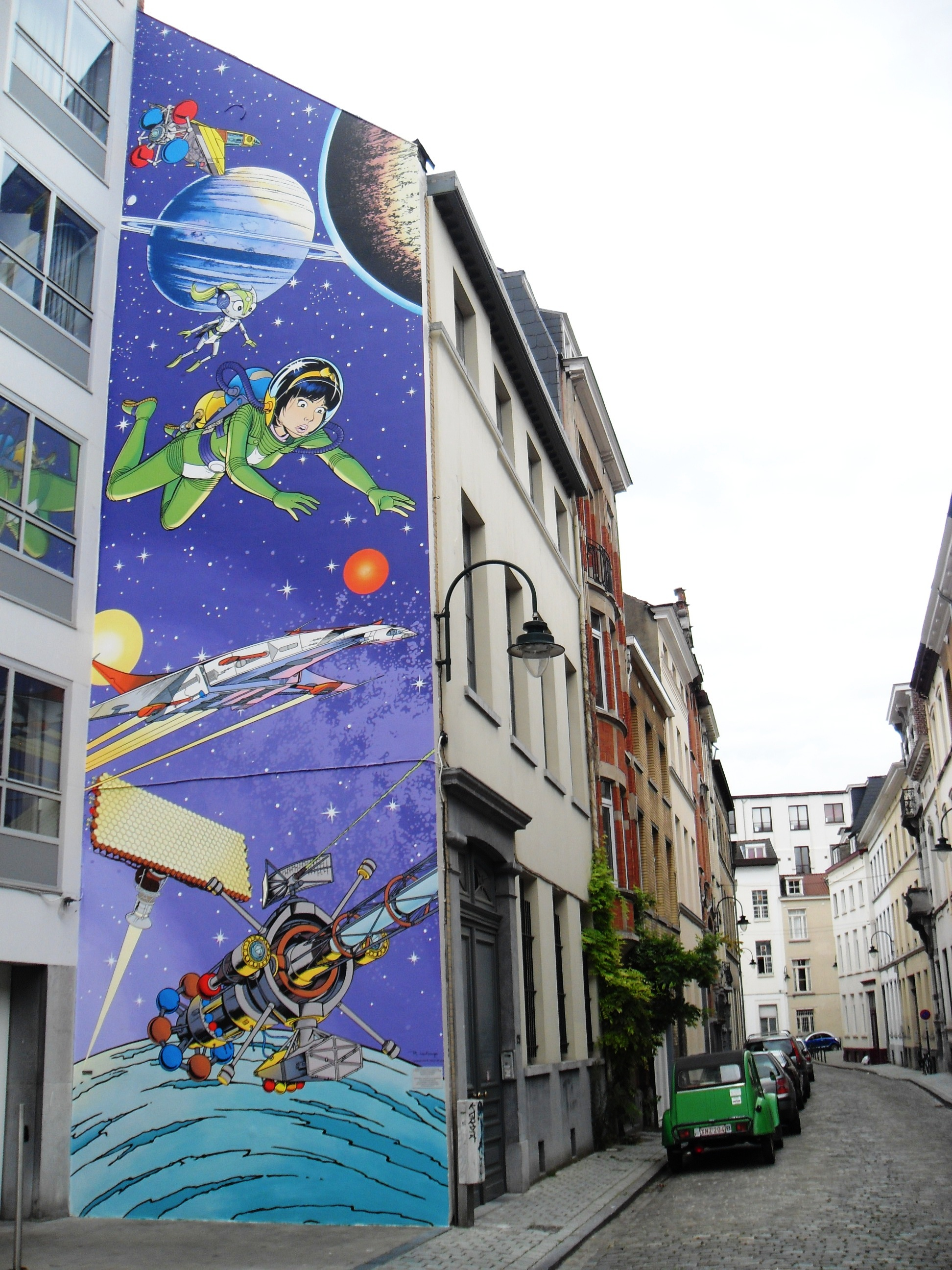
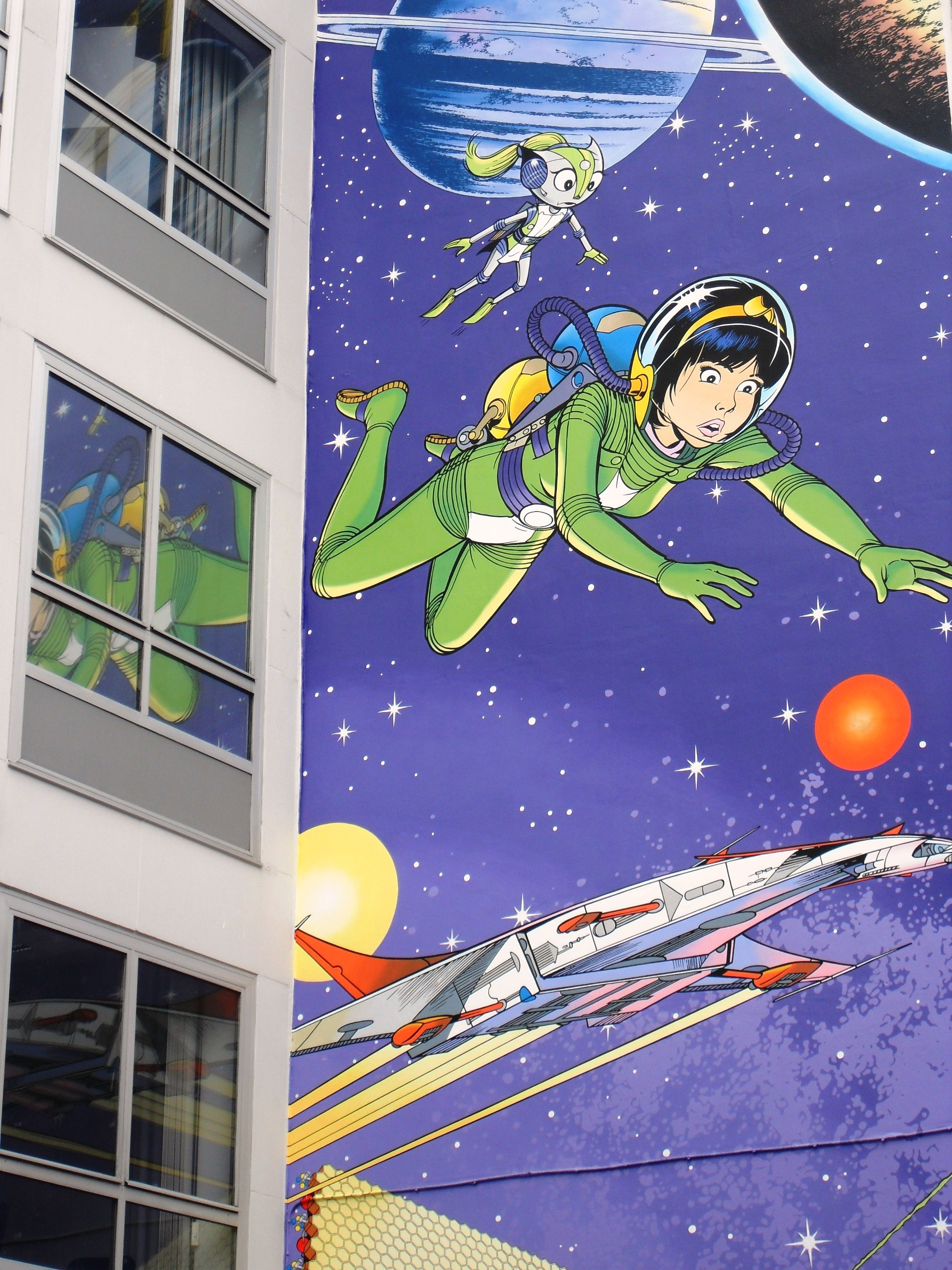
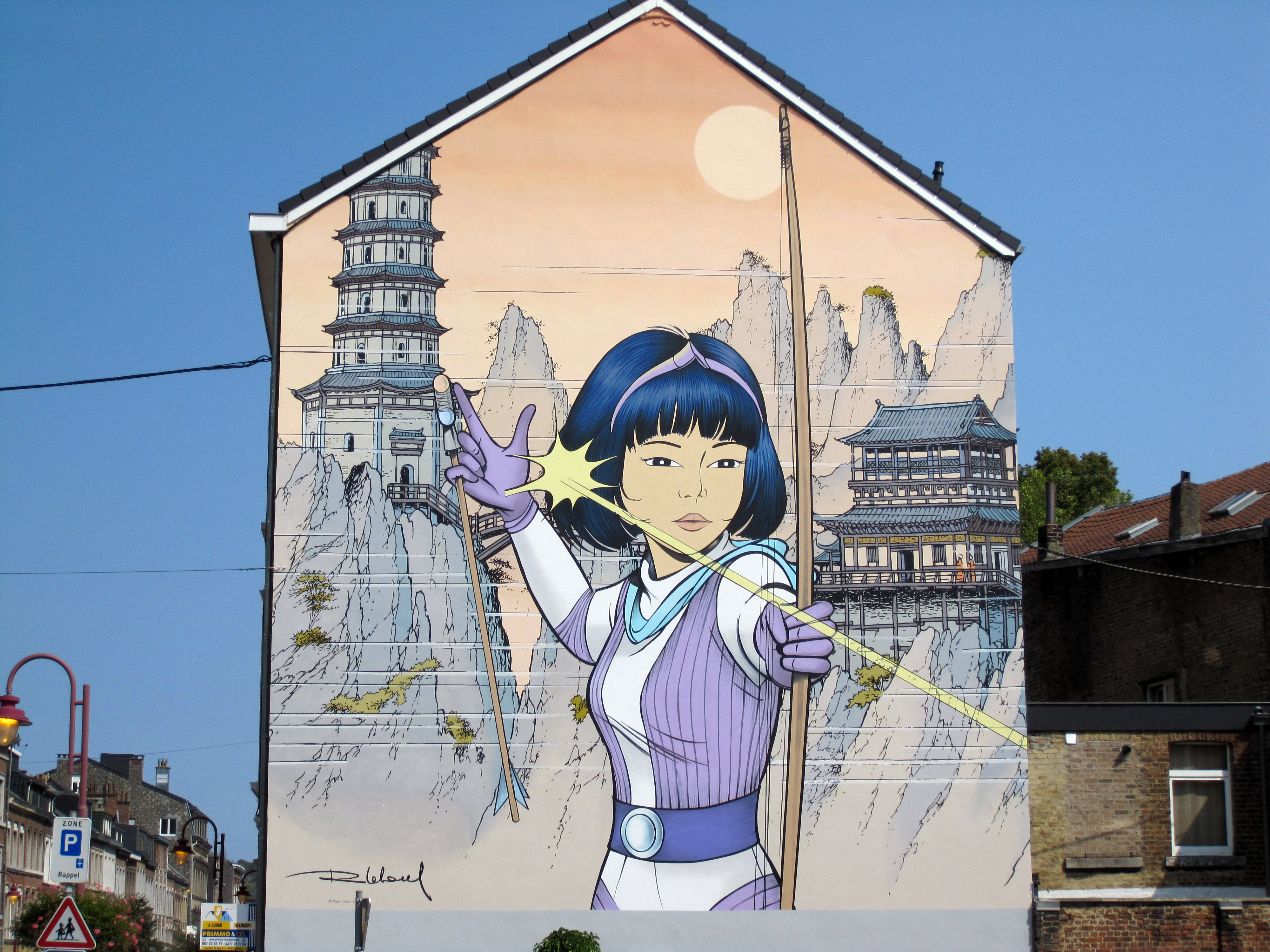

## 作品一覧
- fr:Le Trio de l'étrange (奇妙なトリオ)1972年
- fr:L'Orgue du diable (悪魔のオルガン)1973年
- fr:La Forge de Vulcain (Yoko Tsuno)(バルカンの鍛造)1973年
- fr:Message pour l'éternité(永遠へのメッセージ)1974年
- fr:Message pour l'éternité (電子の冒険)1975年
- fr:Les Trois Soleils de Vinéa (ビネアの三日月)1976年
- fr:La Frontière de la vie (生命のフロンティア)1977年
- fr:Les Titans (Yoko Tsuno) (タイタンズ)1978年
- fr:La Fille du vent (風の娘)1979年
- fr:La Lumière d'Ixo (IXOの光)1980年
- fr:La Spirale du temps (時間のスパイラル)1981年
- fr:La Proie et l'Ombre (獲物と影)1982年
- fr:Les Archanges de Vinéa (ビネアの大天使)1983年
- fr:Le Feu de Wotan (オーディ－ンの火)1984年
- fr:Le Canon de Kra (クラの大砲)1985年
- fr:Le Dragon de Hong Kong (香港ドラゴン)1986年
- fr:Le Matin du monde (世界の朝)1988年
- fr:Les Exilés de Kifa (キファの亡命者)1991年
- fr:L'Or du Rhin (ラインゴルト)1993年
- fr:L'Astrologue de Bruges (ブルージュ占星術師)1994年
- fr:La Porte des âmes (魂の扉)1996年
- fr:La Jonque céleste (天国のがらくた)1998年
- fr:La Pagode des brumes (霧のラ・パゴッド)2001年
- fr:Le Septième Code (7番目のコード)2005年
- fr:La Servante de Lucifer (ルシファーの侍女)2010年
- fr:Le Maléfice de l'améthyste (アメジストの呪い)2012年
- fr:Le Secret de Khâny (カーニーの秘密)2015年
- fr:Le Temple des immortels (不滅の神殿)2017年
- fr:Anges et Faucons (天使と鷹)2019年